# Zbyněk Ulčák
Zbyněk Ulčák (* 14. dubna 1966 Starý Bohumín) je český environmentalista, vysokoškolský pedagog a básník.

## Život
V mládí vystudoval Agronomickou fakultu Vysoké školy zemědělské v Brně. V roce 2000 spoluzakládal obor humanitní environmentalistika na fakultě sociálních studí Masarykovy univerzity, kde působí jako učitel. 
Je tajemníkem národní organizace CZ-IALE.
Je ekologickým zemědělcem, který obhospodařuje svoji zahradu v Orlové.

## Dílo
Publikační činnost zahrnuje:
- odborné texty v oblasti životního prostředí a zemědělství
- básně.